# Nowe Ostrowy (gmina)
Nowe Ostrowy (do 1953 gmina Błonie; 1953-54 gmina Ostrowy) – gmina wiejska w województwie łódzkim, w powiecie kutnowskim. W latach 1975–1998 gmina położona była w województwie płockim.
Siedziba gminy to Nowe Ostrowy. Przez gminę Nowe Ostrowy przepływa rzeka Ochnia.
Gmina jest członkiem Związku Gmin Regionu Kutnowskiego.
Według danych z 31 grudnia 2014 gminę zamieszkiwało 3588 osób.

## Struktura powierzchni
Według danych z roku 2007 gmina Nowe Ostrowy ma obszar 71,55 km², w tym:
- użytki rolne: 74%
- użytki leśne: 12%

Gmina stanowi 8,07% powierzchni powiatu kutnowskiego.

## Demografia

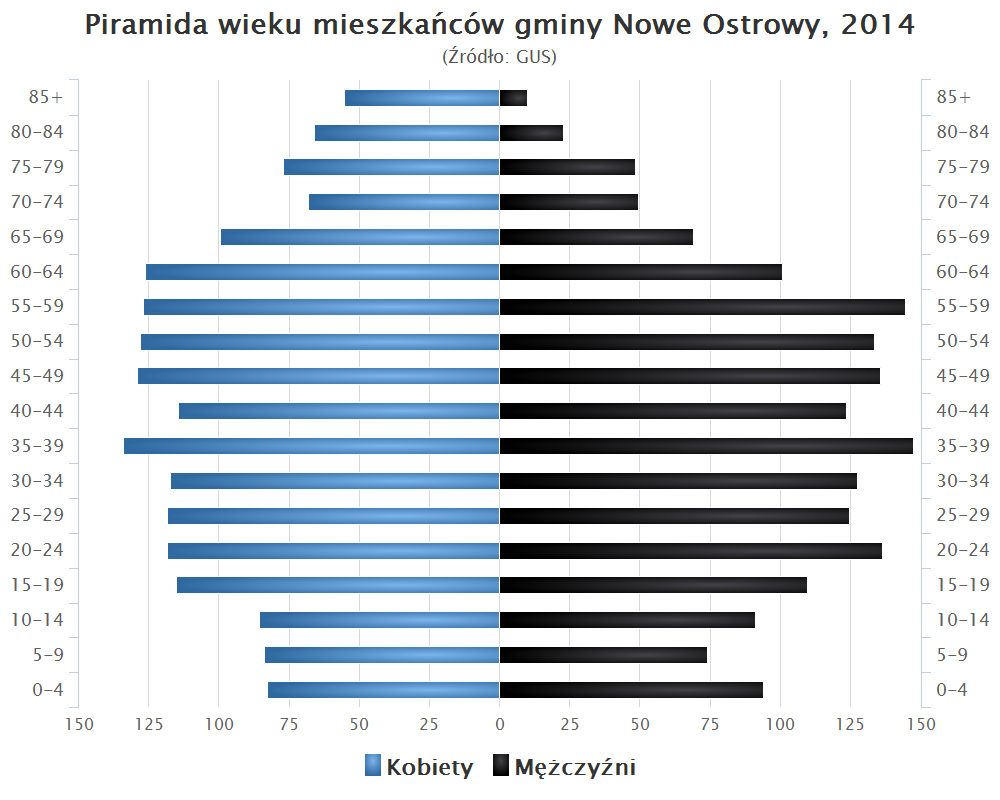
Piramida wieku mieszkańców gminy Nowe Ostrowy w 2014 roku

Dane z 31 grudnia 2014:
| Opis                              | Ogółem | Ogółem | Kobiety | Kobiety | Mężczyźni | Mężczyźni |
| --------------------------------- | ------ | ------ | ------- | ------- | --------- | --------- |
| jednostka                         | osób   | %      | osób    | %       | osób      | %         |
| populacja                         | 3588   | 100    | 1844    | 51,4    | 1744      | 48,6      |
| gęstość zaludnienia (mieszk./km²) | 50     | 50     | 25,8    | 25,8    | 24,4      | 24,4      |

## Rezerwaty przyrody
Na terenie gminy znajdują się następujące rezerwaty przyrody:
- rezerwat przyrody Dąbrowa Świetlista – chroni dąbrowę świetlistą z bogatą florą,
- rezerwat przyrody Ostrowy – chroni grąd niski,
- rezerwat przyrody Ostrowy-Bażantarnia – chroni wielogatunkowy las liściasty,
- rezerwat przyrody Perna – chroni las liściasty o cechach grądu z bogatą florą i o dużym zróżnicowaniu drzewostanu.

## Miejscowości wchodzące w skład gminy
Sołectwa
Bzówki, Grochów, Grodno, Imielno, Imielinek, Kołomia, Lipiny, Miksztal, Niechcianów, Ostrowy, Nowe Ostrowy, Perna, Rdutów, Wola Pierowa, Wołodrza, Zieleniec.
Pozostałe miejscowości
Błota, Grochówek, Nowe Grodno, Kały-Towarzystwo, Nowa Wieś, Ostrowy-Cukrownia.

## Sąsiednie gminy
Dąbrowice, Krośniewice, Kutno, Lubień Kujawski, Łanięta